# سولين هيوساف
سولين ماري اديا هيوساف بولزيكو (من مواليد 20 يوليو 1985) ممثلة، مضيفة تلفزيونية، عارضة أزياء، مغنية، مصممة أزياء، رسامة، وفنانة مكياج محترفة فلبينية فرنسية، كانت واحدة من المشاركين في برنامج الناجي الفلبين: مواجهة المشاهير التي بثت من 30 أغسطس إلى 3 ديسمبر 2010 على شبكة جي إم أي. انها وصلت إلى النهائي الثلاثة. في ديسمبر 2010 ، وقعت عقد تسجيل مع شركة شركة أم سي أي الموسيقية (الفلبين) ، وعقد فيلم مع شركة ريغال الترفيه، وعقد تلفزيون مع شبكة جي إم أي ومركز جي إم أي للفنون .

## الروابط الخارجية
- سولين هيوساف على موقع IMDb (الإنجليزية)
- سولين هيوساف على موقع ميوزك برينز (الإنجليزية)
- سولين هيوساف على موقع قاعدة بيانات الفيلم (الإنجليزية)
- سولين هيوساف  على فيسبوك.
- سولين هيوساف في قاعدة بيانات الأفلام على الإنترنت